# Mendes Canale
Antônio Mendes Canale, mais conhecido como Mendes Canale (Miranda, 14 de outubro de 1923 — Campo Grande, 1 de junho de 2006) foi um contador, advogado, empresário e político brasileiro, que foi prefeito de Campo Grande e senador pelos estados do Mato Grosso e Mato Grosso do Sul.

## Biografia
Filho de Humberto Canale, revolucionário de 1930 e prefeito de Miranda entre 1930 e 1932, e de Ilva Mendes Canale, entrou na vida política em 1945, filiando-se ao PSD. Fundou a União Campo-Grandense de Estudantes (UCE).
Diplomou-se contador em 1947 pela Escola Técnica de Comércio Carlos de Carvalho, formando-se em direito pela Faculdade de Direito da Universidade Federal de Mato Grosso, antiga Faculdade de Direito de Mato Grosso.
Em outubro de 1950, elegeu-se deputado estadual pelo PSD no Mato Grosso, reelegendo-se em 1954 como o deputado mais votado do estado. Em outubro de 1958, elegeu-se suplente de deputado federal, também pelo PSD, tendo ocupado por três vezes a cadeira, temporariamente.
Foi prefeito de Campo Grande de 1963 a 1967, iniciando a construção do canal de Maracaju, a fim de controlar as enchentes periódicas.
Com o bipartidarismo, filiou-se à ARENA. Entre 1967 e 1968, foi chefe de gabinete do governador Pedro Pedrossian. De 1970 a 1973, foi novamente prefeito de Campo Grande.
Em novembro de 1974, elegeu-se senador pelo Mato Grosso, concorrendo  pela ARENA, derrotando o candidato do MDB, Vicente Bezerra Neto.

## Criação de Mato Grosso do Sul
Em outubro de 1977, foi sancionada a lei que dividia o estado do Mato Grosso, surgindo a partir de janeiro de 1979 o estado do Mato Grosso do Sul, tendo Campo Grande como capital e um governador nomeado. À época, havia dois grupos rivais na ARENA local. Mendes Canale participou do movimento que vetou a indicação ao cargo da maior liderança política do estado, o antigo governador Pedro Pedrossian, devido a denúncias de corrupção. A indicação de Harry Amorim Costa não agradou a nenhum dos grupos.
Aliou-se então a Pedro Pedrossian e Saldanha Derzi para denunciar Harry Amorim ao presidente João Batista Figueiredo, acusando-o de distribuir benesses para minar as lideranças tradicionais do estado. Desejavam a saída do governador nomeado e a indicação do então prefeito de Campo Grande, Marcelo Miranda.
Com a redemocratização, filiou-se ao PP, incorporado em fevereiro de 1982 ao PMDB. Em novembro do mesmo ano, foi eleito suplente de Marcelo Miranda ao Senado, pelo PMDB do Mato Grosso do Sul.
Nomeado Secretário de Administração do Mato Grosso do Sul em 1983, no governo de Wilson Barbosa Martins, permaneceu no cargo até final de 1984. De 1985 a 1987 dirigiu a Superintendência de Desenvolvimento do Centro-Oeste (SUDECO).
Em 29 de junho de 1987, assumiu a cadeira no Senado, com a renúncia do titular, que fora eleito governador. Em junho de 1988, deixou o PMDB e foi um dos fundadores do PSDB.
Ocupou pela segunda vez o cargo de primeiro secretário do Senado em 1989, quando implantou medidas moralizadoras na administração da casa, como a redução dos funcionários da representação do Senado no Rio de Janeiro, conhecido como "Senadinho".
Defendeu candidatura própria do PSDB para o governo do Mato Grosso do Sul em 1990, o que não ocorreu. Com o fim de seu mandato em janeiro de 1991, afastou-se da vida política do estado, não tentando a reeleição.
Entre 1991 e 1995, foi consultor-geral do Senado, retornando então para Campo Grande, onde passou a presidir o diretório municipal do PSDB. Faleceu em Campo Grande aos 82 anos.

## Curiosidades
- Seu nome foi usado na nova rodoviária de Campo Grande, o Terminal Rodoviário Senador Antônio Mendes Canale.
- Também tem seu nome destacado na Avenida Senador Antônio Mendes Canale, no bairro Pioneiros em Campo Grande.
- No ano de 2004, em uma de suas últimas aparições públicas, Mendes Canale recebeu a Comenda dos 60 Anos da União Campo-Grandense de Estudantes que ajudou a fundar e para qual fez a doação do terreno para construção de sua sede na Rua 25 de dezembro em frente à prefeitura.